# Luigi Trinchero
Luigi Trinchero (Acqui Terme, 9 giugno 1862 – Buenos Aires, 16 febbraio 1944) è stato uno scultore italiano attivo soprattutto in Argentina dove è conosciuto anche con il nome di Luis Trinchero.
Studiò brevemente alla Accademia di Torino sotto il celebre Tabacchi. Dopo circa tre anni dovette recarsi a Faenza nella fabbrica di Ceramiche del Cav. Farina, dove gli era stato offerto l'incarico di direttore. Pur impegnato per il buon andamento della fabbrica di cui era responsabile, riuscì a trovare il tempo per dare sfogo alla sua natura artistica. Infatti eseguì vari lavori, che ebbe occasione di esporre all'Esposizione di belle arti promossa dal Circolo Artistico Faentino nel 1885 a Faenza. I lavori non furono di gran mole: due studi in marmo; una statuetta e due ritratti, fatti però con un gusto fino, naturale e senza ricercatezze, tanto da meritarsi la medaglia d´argento, donata dal Ministero di pubblica istruzione.
L'occasione dell´Exposizione di Brera del 1887 lo spronò e vi mandò uno studio, "Primo Bagno" ed un busto in terracotta bronzata, "Orgoglio", lavoro condotto con grande energia. Altri lavori li espose all'Esposizione nazionale di Venezia, dove, per disposizione del comitato che ne notò i pregi artistici, furono collocati fra le opere degli scultori più rinomati.
Guadagnò gli elogi d'Umberto I e della regina Margherita e ciò gli permise di ottenere altri successi che gli fecero guadagnare un medaglione del governo.
Essendosi presentata un'opportunità di un contratto con una fabbrica di ceramica della Plata, fondata dallo scultore Víctor de Pol e il pittore Luis de Servi, e per la crisi della sua fabbrica faentina (mancanza di materia prima), Trinchero si trasferì a Buenos Aires dove aprì un ufficio ornamentale.
La sua opera più nota è la ricca decorazione del Foyer de los Bustos, uno dei saloni del Teatro Colón a Buenos Aires.